# هوبير جورا
هوبير جورا (من مواليد 1915) وكيل الشرطة الأمنية الألمانية أو الغيستابو  ومتعاون مع النازيين. ولد في Tucheler Heide، الإمبراطورية الألمانية. كان أولًا ضابطًا في الجيش البولندي، ثم في الجيش المحلي السري الذي تركه أو نُقل منه بعد ظهور بعض جرائمه، وبعد ذلك كان عضوًا في القوات المسلحة الوطنية القومية وكذلك منظمته الخاصة. تعاونت المنظمة التي أنشأها، منظمة توم، مع الألمان. حكم على جورا بالإعدام من قبل محكمة الجيش الرئيسية السرية بتعاونه مع ألمانيا النازية. في عام 1943، بعد إبعاده من الجيش المحلي، أسس منظمة استخبارات خاصة به (منظمة توم). في نهاية الصيف، بدأ التعاون مع ضابط قوات الأمن الخاصة (وفي الوقت نفسه الجستابو). ربما عرضت عليه تعاونًا يتألف من معركة مشتركة ضد الشيوعيين، في مقابل توريد الأسلحة لـ «منظمة توم» والرعاية خلال رحلاته بين وارسو ورادوم. في عام 1944، بعد سقوط انتفاضة وارسو، حضر أعضاء منظمة توم إلى شيستوشوا. تلقى «توم» فيلا من الألمان في شارع جاسنوجورسكا، الذي أصبح المقر الرئيسي للمجموعة لبضعة أشهر.
في عام 1944، هاجمت مجموعة من جنود القوات المسلحة الوطنية بقيادة جورا قرية بيتريكوزي. وفقًا للتقرير الصادر في 9 مارس، قُتل اثنان من اليهود المختبئين هناك. بعد الحرب، عمل جورا والعضو السابق في الغيستابو Paul Fuchs  في شبكة المخابرات الأمريكية التي تم إنشاؤها للعمل في البلدان التي تم تأسيسها حديثًا والتي يسيطر عليها الاتحاد السوفيتي. في وقت لاحق، انتقل جورا إلى فنزويلا، وفي عام 1993 إلى الأرجنتين.